# Har Sne
Har Sne (hebrejsky: הר סנה) je vrch o nadmořské výšce 698 metrů v severním Izraeli, v Horní Galileji.
Nachází se cca 4 kilometry jižně od města Ma'alot-Taršicha. Má podobu náhorní terasy se zalesněnými bočními svahy. Vlastní temeno je většinou zastavěno jako součást průmyslové zóny Tefen. Od ní na sever pak terén prudce podél zlomové linie klesá do údolí vádí Nachal Peki'in, k vesnici Chosen, kam odtud stéká boční vádí Nachal Eškar. Severní svahy pokrývá rozlehlý lesní komplex, který na severozápadě sahá až k vrchu Har Eškar. Na jihovýchodě až k obci Kisra-Sumej. Les je turisticky využíván, vede jím vycházková stezka Švil Norman (שביל נורמן) a další trasy.